# Cavalli del Mochi

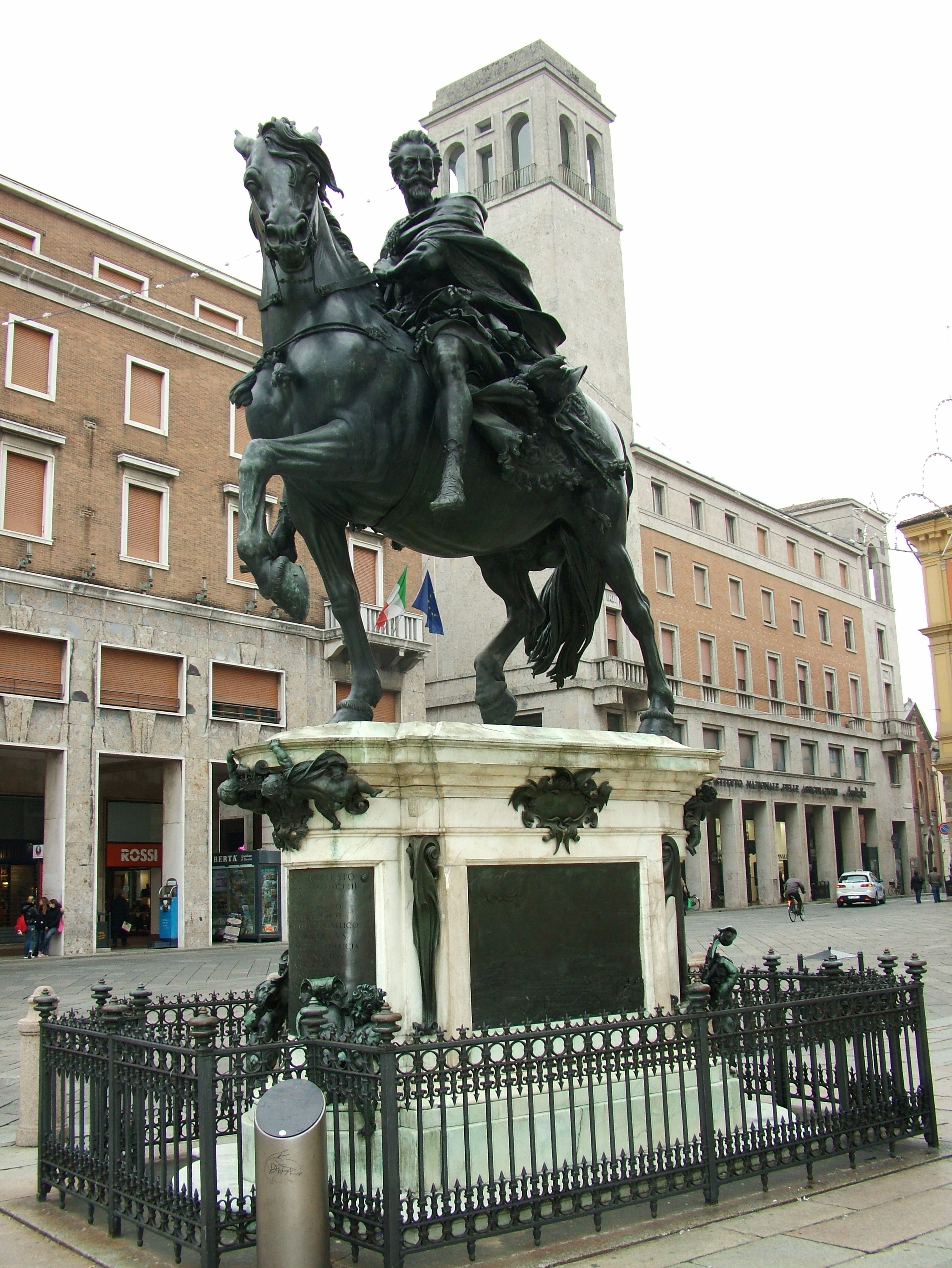
Monumento ad Alessandro Farnese, duca di Parma e Piacenza

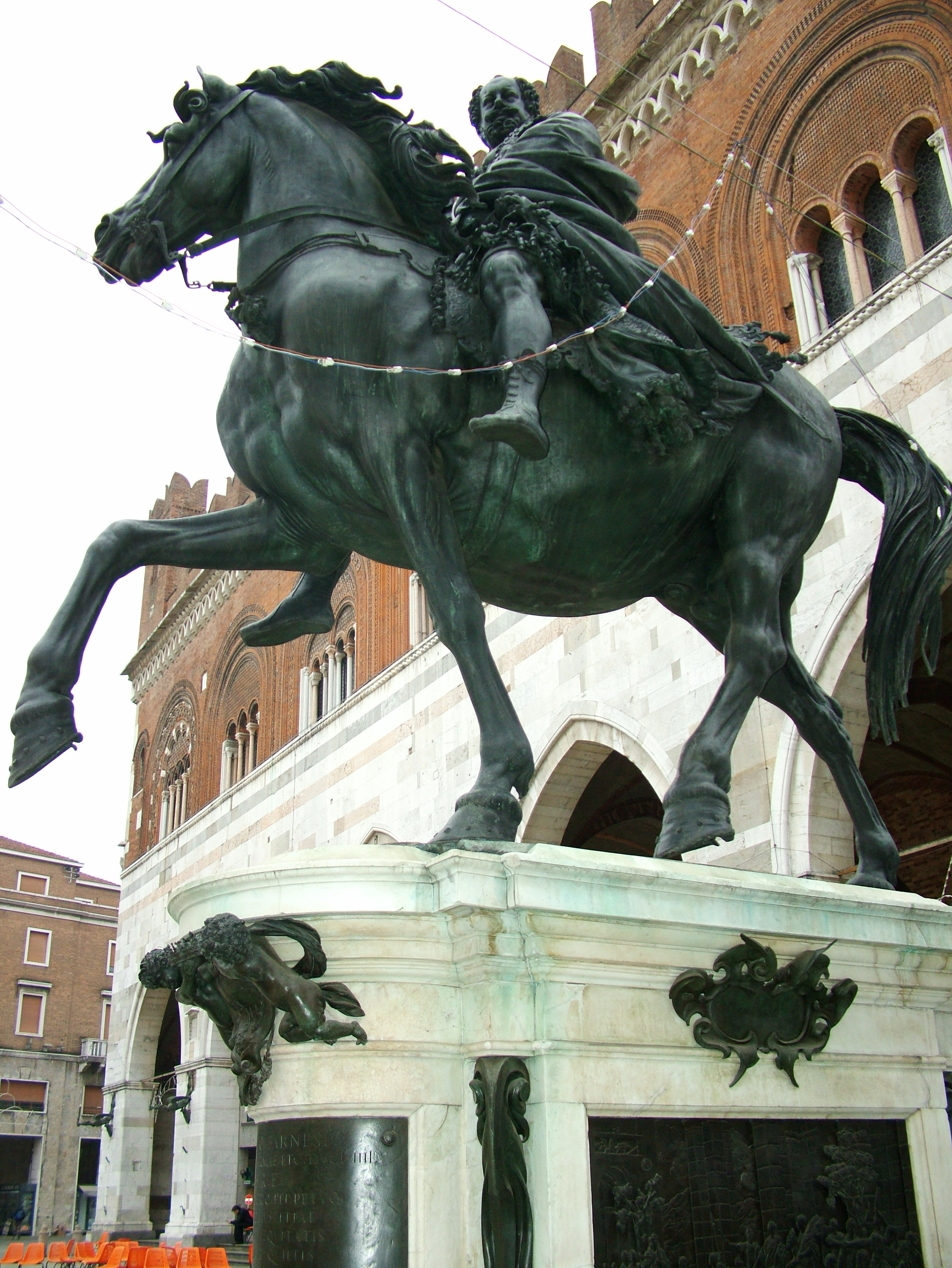
Monumento a Ranuccio I Farnese, duca di Parma e Piacenza

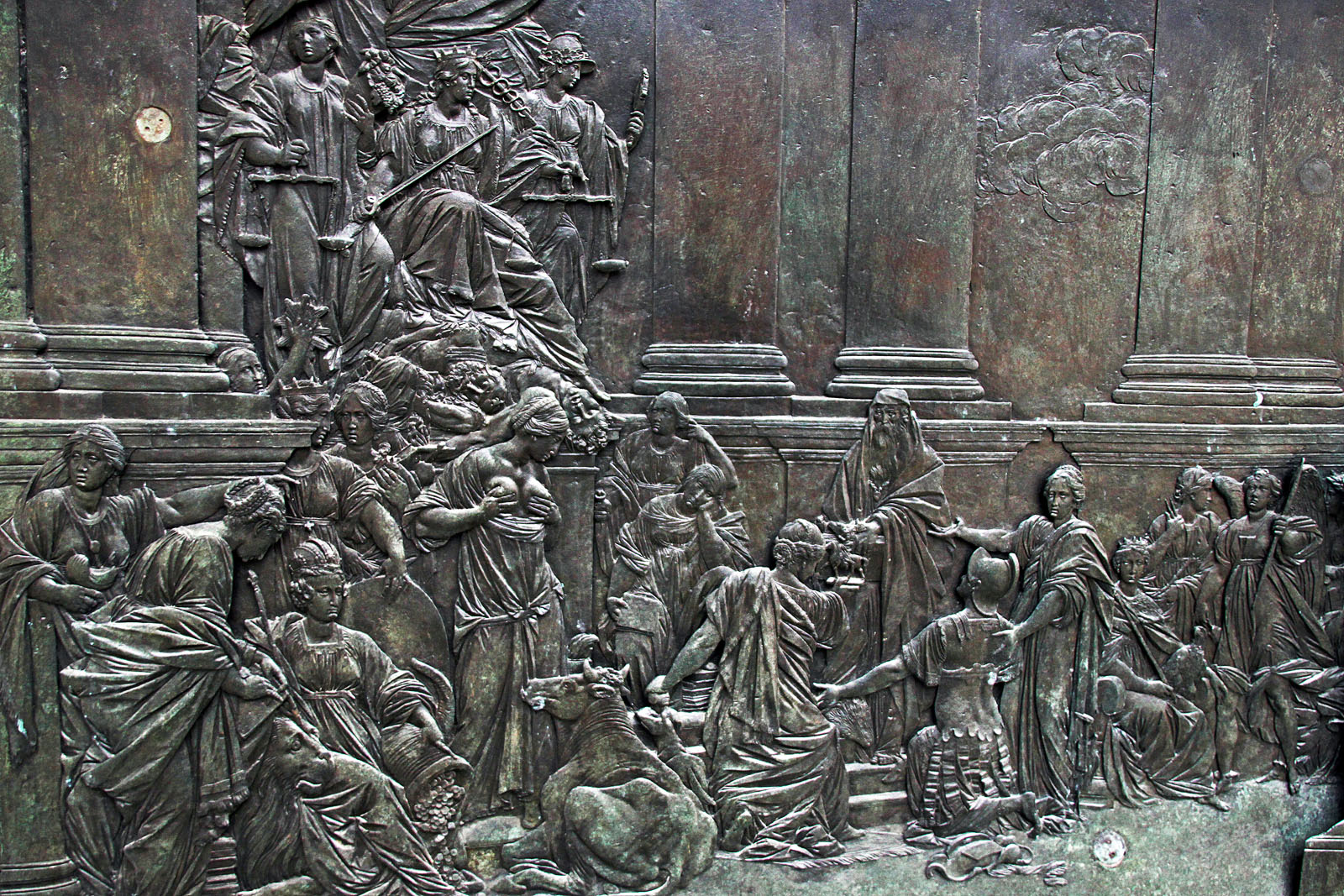
Bassorilievo rappresentante l'Allegoria del Buon Governo nel basamento del monumento a Ranuccio I Farnese, duca di Parma e Piacenza

Con il termine Cavalli del Mochi vengono indicate due statue equestri in bronzo, ubicate nella piazza centrale di Piacenza che da loro prende il nome, opere dello scultore toscano Francesco Mochi da Montevarchi e risalenti al Seicento.

## Storia
Le due statue vennero realizzate su commissione. Ranuccio I Farnese, signore di Parma e Piacenza, desiderava omaggiare la memoria del genitore defunto, Alessandro Farnese, nonché assicurarsi la futura permanenza della propria, e pertanto convocò a Piacenza, città che in quel periodo aveva assunto il titolo di capitale del ducato precedentemente detenuto da Parma, lo scultore Francesco Mochi, il quale vi si recò da Roma, dove i vari lavori nel Duomo di Orvieto e la frequentazione del palazzo Farnese nella stessa città gli avevano procurato una buona fama.
Ranuccio gli commissionò due statue in bronzo al fine di recuperare il favore della popolazione - in quel momento la famiglia Farnese soffriva una particolare impopolarità  - le quali avrebbero dovuto rappresentare suo padre Alessandro ed egli stesso fieramente trasportati da nobili destrieri. L'ubicazione prescelta fu sin dal principio quella, centralissima, della Piazza del Comune. Documenti di varia natura, soprattutto economica, attestano che il Mochi, dopo avere ideato e disegnato la prima statua e preparato il calco, ne intraprese la fusione nell'estate del 1612.

## Descrizione

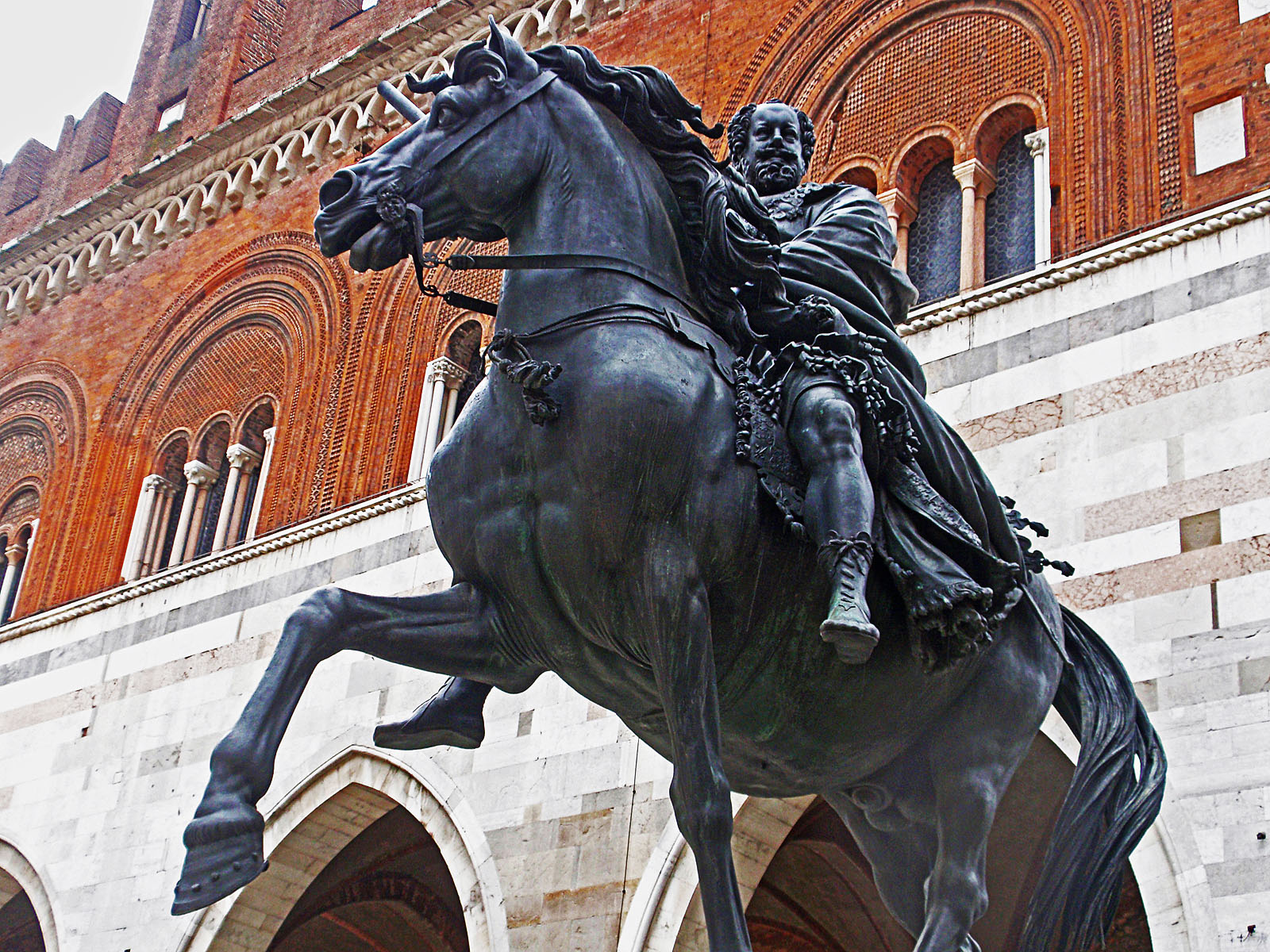
Monumento a Ranuccio I Farnese

Le statue poggiano su alti basamenti in marmo, che portano due bassorilievi sui lati maggiori e targhe con testo, di forma curva, sui lati corti. Completano i monumenti putti reggi stemma, stemmi e decorazioni bronzee. Una bassa ringhiera rettangolare delimita il piccolo spazio di pertinenza delle statue e le separa dalla piazza.
Ranuccio vi venne ritratto con aria flemmatica e gentile, reggente un diploma nella mano destra, abbigliato come un valoroso romano con corazza e gonnellino. Similmente riuscì aggraziato l'animale, con una zampa agile e alzata, perfettamente domato dal proprio cavaliere. Questo capolavoro di cesellatura bronzea e composizione tardo rinascimentale rappresentava per l'epoca una creazione senza dubbio matura e stilisticamente compiuta, e molti l'avrebbero additata come l'opera prima del Mochi che, raggiunta l'età e l'esperienza necessaria, aveva così intrapreso la fase della sua produzione più significativa.
Simili premesse lasciavano dunque pensare ad un differente sviluppo stilistico del Mochi, che in effetti si mostrò in tutta la sua fulgida e scalpitante novità con la realizzazione del monumento successivo. Mochi lo realizzò tra il 1620 ed il 1625. Dunque il secondo cavallo ebbe lungo parto, probabilmente anche per via del suo rivoluzionario aspetto. Alessandro Farnese, padre di Ranuccio, a differenza di quest'ultimo guerriero valoroso e audace, vi apparve avvolto da un mantello ampio e dinamico, in una posizione tutt'altro che classica e statica, e dunque visibilmente diversa da quella della vicina e precedente creazione equestre. Al cavallo, poi, Mochi diede un aspetto forsennato, con una criniera in disordine ed uno sguardo acceso, oltre ad una muscolatura anch'essa mossa e plastica. Tutto ciò lascia comprendere che il risultato creativo ottenuto dal Mochi con la seconda statua equestre fu senz'altro maggiore e molto più innovativo dell'altro, sottolineato inoltre dalla vicinanza simmetrica dei due monumenti, che ne permetteva facilmente il confronto. Mochi si occupò di disegnare e realizzare anche i due basamenti in marmo sui quali poggiano le due statue. Oltre a riportare entrambi una identica iscrizione che spiega quali motivazioni spinsero i piacentini a chiedere i monumenti, sono arricchite da didascalie relative alle personalità ritratte, nonché da bassorilievi che nella statua di Ranuccio rappresentano l'allegoria del buon governo e della pace e in quella di Alessandro l'assedio di Anversa  con il ponte sul fiume  Schelda e la liberazione di Parigi, stemmi e statue in bronzo di altissima fattura. In particolare si ricordano qui alcuni putti dal volto corrucciato, anch'essi segno di novità.
La critica attribuisce unanime alla statua di Alessandro Farnese un valore di rottura stilistica, già mostrata dallo scultore ad Orvieto, con la quale veniva ribadito un gusto ormai decisamente barocco.
Le due statue sono state sottoposte ad un restauro nel 2007, che si è concluso nella primavera del 2008.